# Bodrišna vas
Bodrišna vas – wieś w Słowenii, w gminie Šmarje pri Jelšah. W 2018 roku liczyła 119 mieszkańców.